# Sân vận động Saitama 2002
Sân vận động Saitama 2002 (埼玉スタジアム2002 Saitama Sutajiamu Niimarumarunii), thường được gọi là Sân vận động Saitama (埼玉スタジアム Saitama Sutajiamu) hoặc đơn giản là Saisuta (埼スタ), là một sân vận động bóng đá nằm ở Midori-ku, Saitama, tỉnh Saitama, Nhật Bản.
Câu lạc bộ bóng đá J1 League Urawa Red Diamonds hiện đang sử dụng sân vận động này cho các trận đấu trên sân nhà. Đây là sân vận động dành riêng cho bóng đá lớn nhất ở Nhật Bản và là một trong những sân vận động dành riêng cho bóng đá lớn nhất ở châu Á. Sân đã tổ chức các trận bán kết của Giải vô địch bóng đá thế giới 2002 và giải đấu môn bóng đá của Thế vận hội Mùa hè 2020. Đây cũng là sân nhà của đội tuyển bóng đá quốc gia Nhật Bản trong hầu hết các trận đấu vòng loại Giải vô địch bóng đá thế giới.

## Vị trí
Sân vận động cách ga Urawa-Misono trên Tuyến đường sắt Saitama từ 15 đến 20 phút đi bộ.

## Lịch sử
Được thiết kế bởi tập đoàn Azusa Sekkei để tổ chức các trận đấu của Giải vô địch bóng đá thế giới 2002, công việc xây dựng sân được hoàn thành vào tháng 9 năm 2001. Sân vận động có sức chứa 63.700 người, mặc dù vì lý do riêng biệt, sức chứa của sân giảm xuống còn 62.300 người cho các trận đấu quốc nội. Sân vận động Saitama đã tổ chức bốn trận đấu của Giải vô địch bóng đá thế giới 2002, bao gồm cả trận đấu đầu tiên của chủ nhà Nhật Bản với Bỉ.
Từ năm 2005 đến năm 2007, đối thủ trong trận derby địa phương của Urawa Red Diamonds là Omiya Ardija đã tổ chức các trận đấu ở đây cùng với Urawa Komaba do sân nhà của Omiya là Sân vận động bóng đá Ōmiya Park đang được mở rộng.

## Giải vô địch bóng đá thế giới 2002
Sân vận động là một trong những địa điểm của Giải vô địch bóng đá thế giới 2002, và đã tổ chức các trận đấu sau:
| Ngày                | Đội #1   | Kết quả | Đội #2      | Vòng    |
| ------------------- | -------- | ------- | ----------- | ------- |
| 2 tháng 6 năm 2002  | Anh      | 1–1     | Thụy Điển   | Bảng F  |
| 4 tháng 6 năm 2002  | Nhật Bản | 2–2     | Bỉ          | Bảng H  |
| 6 tháng 6 năm 2002  | Cameroon | 1–0     | Ả Rập Xê Út | Bảng E  |
| 26 tháng 6 năm 2002 | Brasil   | 1–0     | Thổ Nhĩ Kỳ  | Bán kết |

## Đặc điểm
- Diện tích xây dựng: 54.420m²
- Tổng diện tích sàn: 62.674m²
- Diện tích có mái che: 29.000m²

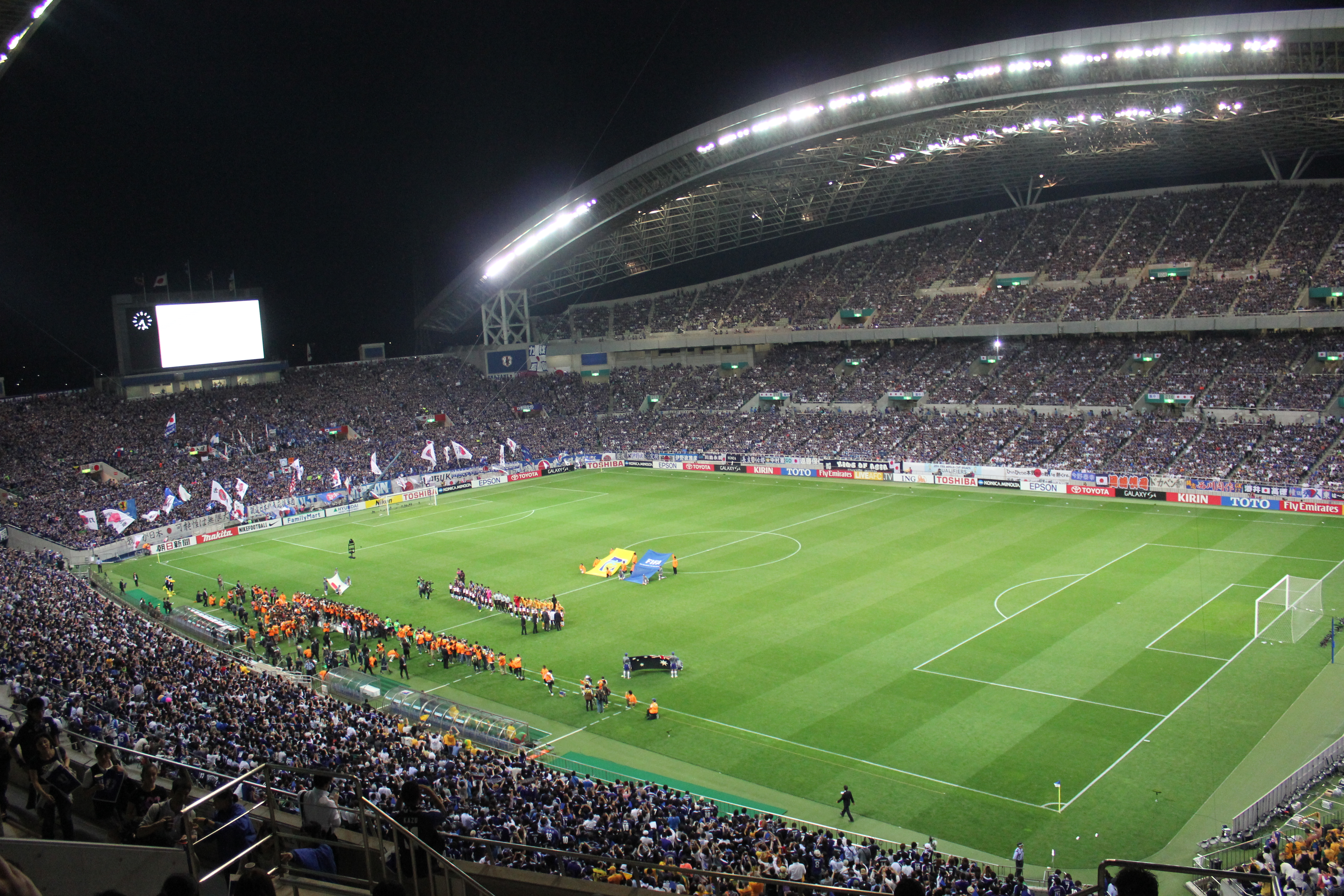
Sân vận động trong trận đấu giữa Nhật Bản và Úc tại vòng loại World Cup 2014

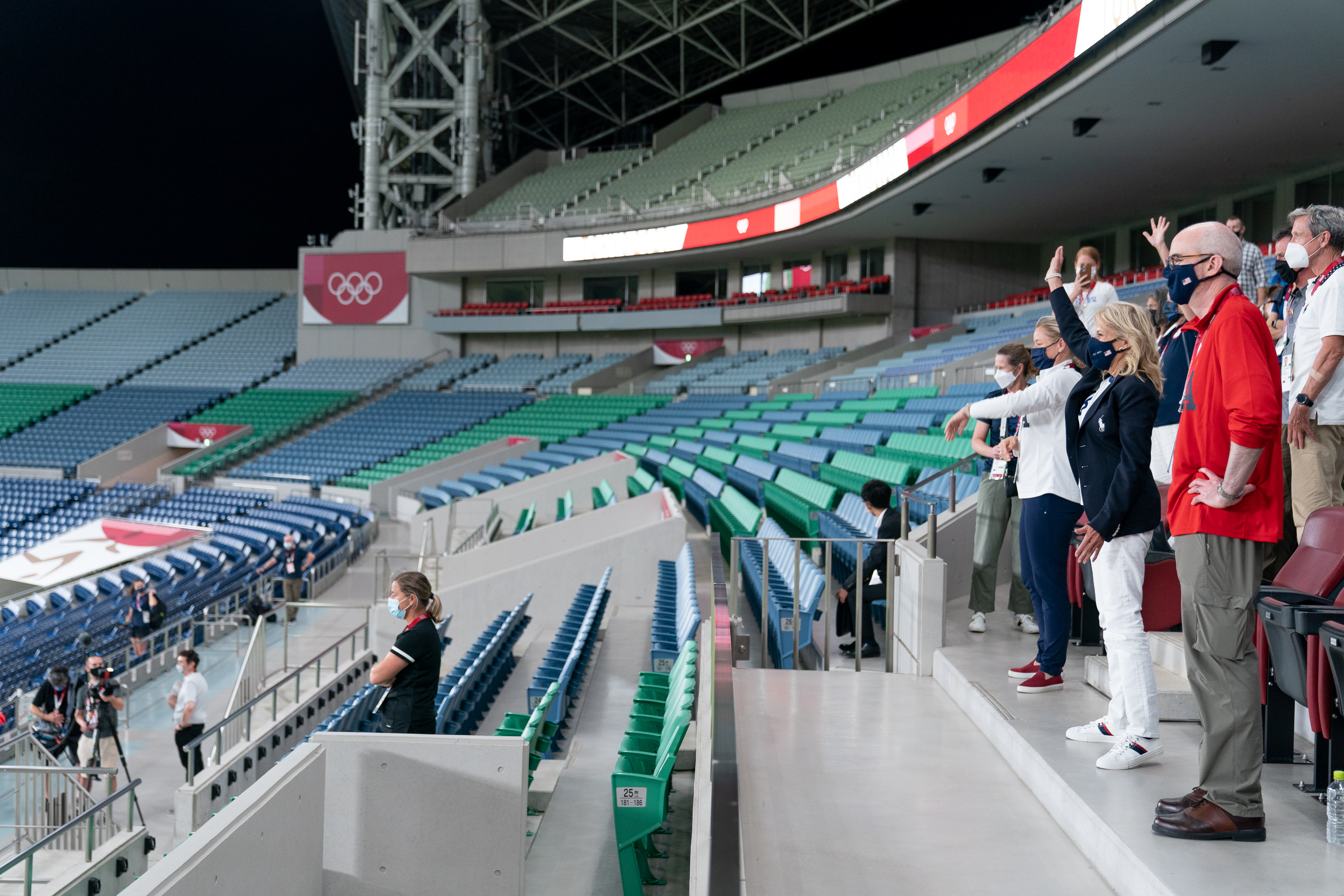
Sân vận động trong thời gian diễn ra Thế vận hội Mùa hè 2020

- Độ nghiêng khán đài: Tối đa góc 30 độ